# 리엄 제임스
리엄 제임스(Liam James, 1996년 8월 7일 ~ )는 캐나다의 배우이다.

## 출연 작품
- 스피치 앤 디베이트 (2017)
- 더 패밀리 (2016)
- 더 웨이, 웨이 백 (2013)
- 킬링 시즌1 (2010)
- 2012 (2009)
- 호스맨 (2009)
- 우리가 불 속에서 잃어버린 것들 (2007)
- 에이리언 VS. 프레데터 2 (2007)
- 굿 럭 척 (2007)
- 산타는 괴로워 (2007)
- 싸이크 1 (2006)